# الشخرح
ال اشخاراه یک منطقهٔ مسکونی در عمان است که در منطقه شرقیه واقع شده‌است.